# هانتسهم
هانتسهم (به انگلیسی: Huntsham) یک روستا و محله مدنی در بریتانیا است که در Mid Devon واقع شده‌است. هانتسهم ۱۳۸ نفر جمعیت دارد.